# Emil Wiehl

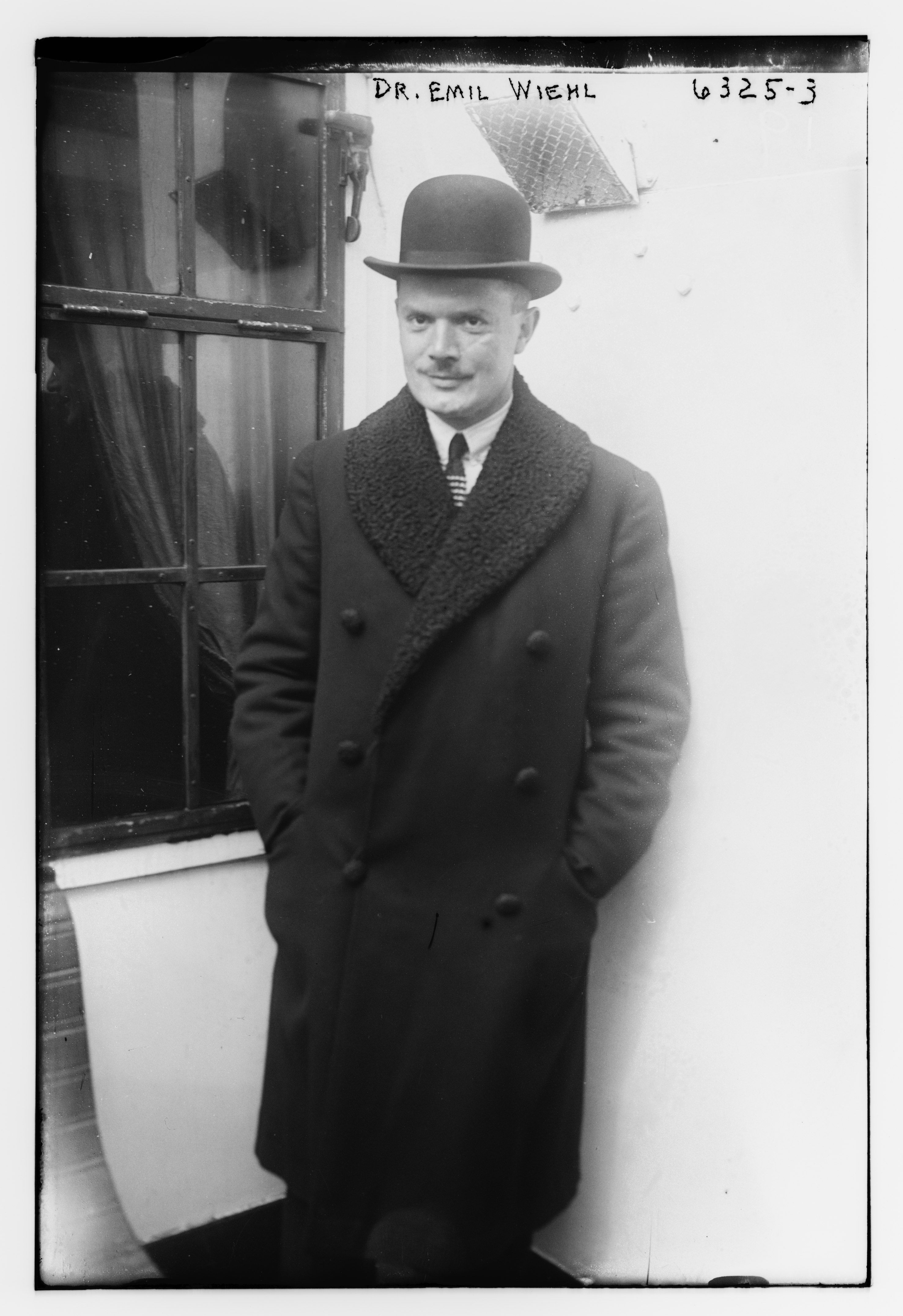
Emil Wiehl (1900)

Emil Karl Joseph Wiehl (* 22. Februar 1886 in Walldürn; † 9. November 1960 in Campo Grande (Lissabon)) war ein deutscher Diplomat.

## Leben
Nach dem Abitur in Karlsruhe studierte Emil Wiehl an den Universitäten Heidelberg, Berlin und Freiburg Rechtswissenschaften. 1906 wurde er in Heidelberg Mitglied des Corps Suevia. Im Anschluss an das Studium trat er in den badischen Justizdienst ein, zunächst als Rechtspraktikant und ab 1913 als Gerichtsassessor. Am Ersten Weltkrieg nahm er als Leutnant der Reserve beim Feldartillerie-Regiment Nr. 51 teil. Als Auszeichnungen erhielt er das Eiserne Kreuz II. und I. Klasse sowie das Verwundetenabzeichen in Silber. Nach Kriegsende war er wieder im badischen Justizdienst, zuletzt als Staatsanwalt in Konstanz tätig.
1920 wechselte Wiehl in den Auswärtigen Dienst. Von 1921 bis 1922 war er Legationssekretär bei der deutschen Botschaft in London. Von 1925 bis 1927 wirkte er als Legationsrat bei der deutschen Botschaft in Washington. Von 1927 bis 1928 war er deutscher Generalkonsul in San Francisco. 1928 kehrte er wieder in das Auswärtige Amt in Berlin zurück, wo er 1929 zum Vortragenden Legationsrat ernannt wurde. Von 1933 bis 1937 war er Generalkonsul und Geschäftsträger in Pretoria. Am 1. April 1934 war er der NSDAP beigetreten.
Von 1937 bis 1944 war er in Berlin als Ministerialdirektor Leiter der Handelspolitischen Abteilung.
Wiehl floh im April 1945 in die Schweiz, von dort 1949 nach Argentinien. Im März 1952 konnte er nach Deutschland zurückkehren. Ab September 1956 hatte er seinen Wohnsitz in Lissabon.